# Test di cessione

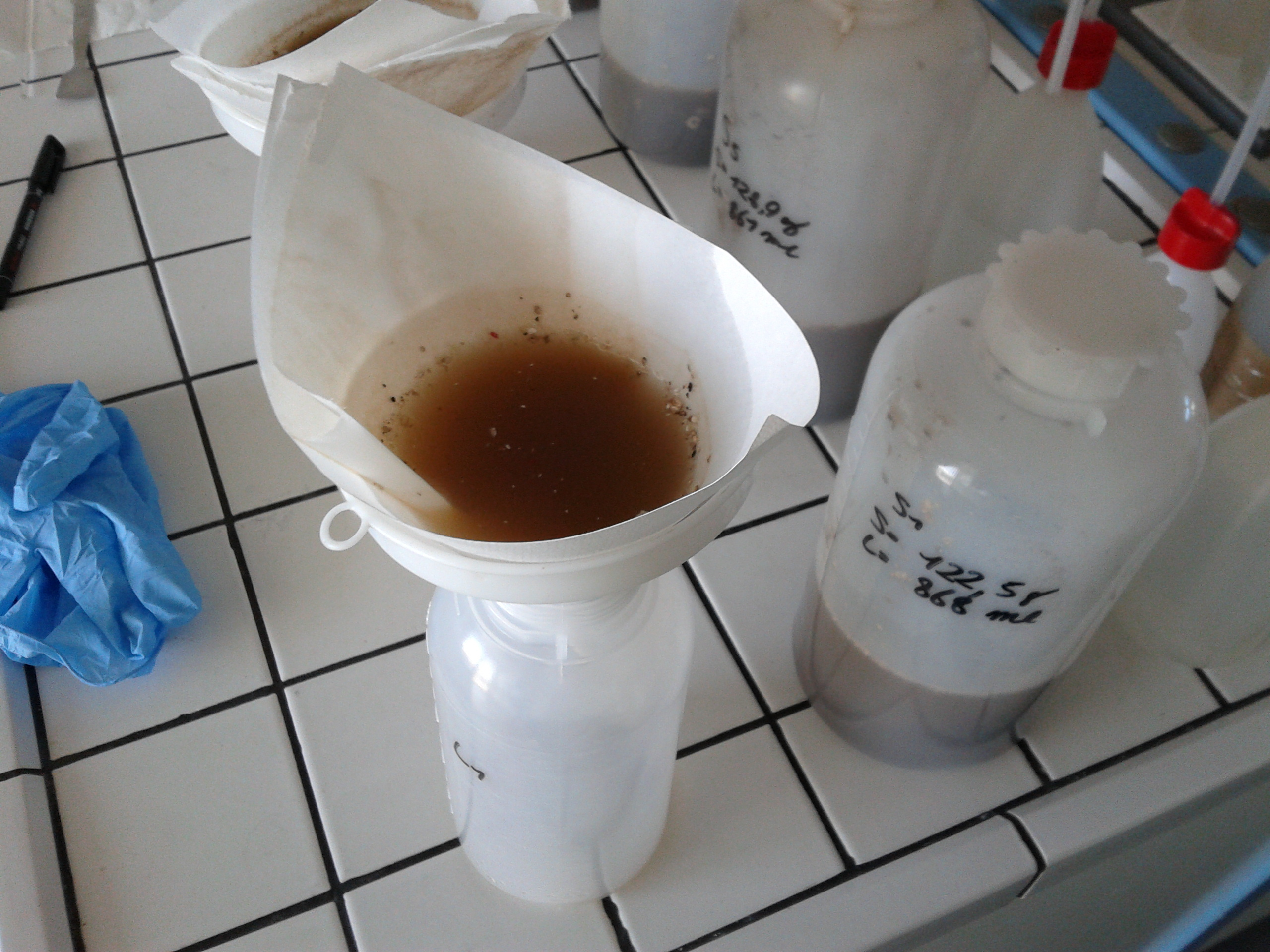
Filtrazione grossolana per ottenere un eluato

Il test di cessione (anche detto test di lisciviazione o leaching test) è un particolare tipo di estrazione chimica, generalmente usato nella chimica analitica, come attività preparativa a successive analisi. Il test consiste in un "lavaggio", studiato per consentire il passaggio all'interno di un liquido (una soluzione detta eluato), delle sostanze mobili presenti in un campione solido. L'eluato prodotto verrà sottoposto ad un set di analisi chimiche che consentiranno la valutazione del "potenziale di rilascio", o di "cessione", del campione iniziale.
Tale processo è usato nella classificazione di matrici filtranti, terreni, rifiuti e compost, nonché in molte attività di ricerca sperimentale o in esperimenti a scala di laboratorio. Di particolare interesse è il fatto che il test consenta di stimare il potenziale di emissione nel lungo termine dei composti mobili contenuti nei suoli o nei rifiuti, in particolare di quelli che potrebbero costituire un potenziale inquinamento dell'ambiente o un pericolo per la salute umana.
La maggior parte dei test di cessione rispettano delle metodiche internazionali codificate da norme Standard UNI EN e i limiti di legge nazionali.

## Significato pratico
Qualsiasi terreno o matrice solida collocata in ambiente, non rimarrà inalterata ma verrà notevolmente influenzata da agenti atmosferici (pioggia, gelate, irraggiamento solare, venti, ecc) e da agenti biochimici (organismi viventi come batteri, insetti, funghi). In modo naturale accade che alcuni composti mobili di questa matrice solida possano essere biochimicamente alterati e lavati dalle piogge (eluizione o percolazione), finendo negli strati di terreno sottostanti fino, potenzialmente, ad arrivare in falda. Occorre controllare tale processo nel caso in cui queste matrici solide contengano sostanze potenzialmente pericolose o inquinanti, come può accadere con i terreni di riporto e gli inerti. Caso particolare sono i rifiuti che, una volta depositati negli impianti, possono anch'essi subire influenze da agenti atmosferici e biochimici, formando (tra le altre cose) percolati che dovranno poi essere collettati dai sistemi di raccolta delle discariche o degli impianti di trattamento.
Per simulare accuratamente questi scenari occorrerebbero degli esperimenti complessi, con equipaggiamenti sofisticati (es. lisimetri) e prolungate analisi nel tempo. Questo è possibile solo nell'ambito della ricerca; in ambito normativo e di controllo ambientale è necessario un'analisi più standardizzabile e veloce. Il test di cessione è una risposta a questa necessità, in cui la valutazione della progressiva percolazione nel tempo viene accorciata stimando direttamente il massimo rilascio (cessione) possibile di elementi e composti, con un lavaggio a partire dal campione solido iniziale.
Conoscere il massimo rilascio possibile dei potenziali contaminanti contenuti in un terreno o rifiuto, permette di calcolare (mediante analisi di rischio o analogia con valori ambientali di fondo) quale sia il massimo rilascio accettabile e, quindi, fissare dei valori di legge che debbano essere rispettati per depositare terreni e rifiuti. Il compito di stabilire i valori di legge è affidato alle commissioni Europee, ai tecnici dei Ministeri e agli enti di ricerca e controllo ISPRA e le ARPA.
Queste considerazioni sono estendibili anche ai mezzi porosi non depositati in ambiente ma comunque soggetti a percolazione, come i lavaggi dei filtri a sabbia e carbone o alcune matrici di processi industriali.
Il test è anche usato come una normale estrazione chimica per mezzi porosi, con lo scopo di portare in fase liquida quei composti la cui analisi quantitativa sarebbe tecnicamente impossibile o poco pratica da svolgere in fase solida.

## Descrizione teorica
Durante il test di cessione, un campione di materiale solido viene messo a contatto con un liquido lisciviante (usato come agente materiale di separazione), seguendo le metodiche illustrate nel successivo capitolo. Questo liquido funge da solvente, facendo sì che al suo interno si concentrino (in soluzione) tutte o parte delle sostanze miscibili presenti nel campione solido iniziale. Il risultato dell'operazione è un liquido arricchito di svariati elementi e composti detto eluato, che verrà poi separato dalla parte solida mediante filtrazione.
Le sostanze mobili che costituiranno l'eluato saranno pertanto quelle che si trovavano precedentemente assorbite o adsorbite nelle porosità del campione e quelle presenti in condizioni solubili, in forma ionica o mobile.
A seconda del lisciviante scelto, è possibile estrarre differenti tipi di composti:
- Solventi polari (come l'acqua) saranno in grado di estrarre composti polari, elementi in forma ionica, alcuni metalli legati in forma mobile, alcune molecole organiche, ecc. Questo è il caso più comune di utilizzo per la caratterizzazione di terreni, rifiuti o per la valutazione di emissioni potenziali in ambiente.
- Solventi apolari (come l'esano) saranno in grado di estrarre composti apolari, come oli, idrocarburi, alcuni composti organici apolari, ecc.
- Miscele di vari liscivianti possono essere usate per l'estrazione di sostanze specifiche.
- L'uso di agenti acidi o basici per variare il pH della soluzione è un espediente utile a rompere alcuni legami o spostare gli equilibri di solubilità e rendere mobili sostanze che altrimenti in condizioni "ambientali" sarebbero rimaste legate al campione solido.

La concentrazione di sostanze disciolte nell'eluato dipenderà quindi dal lisciviante usato e dalla solubilità in esso dei singoli composti. Nel caso in cui la solubilità di un composto sia limitata, verrà raggiunta la saturazione e una parte di esso rimarrà nel campione solido.

## Svolgimento del test
I test di cessione rispettano una serie di metodologie generalmente codificate da norme standard UNI EN, in particolare i due riferimenti principali per la legge italiana sono la UNI EN 10802-2004 e la UNI EN 12457-2004. L'osservanza di tali norme fa sì che il test possa variare leggermente a seconda delle caratteristiche del campione di partenza, tuttavia la metodologia può essere ben riassunta dai seguenti passaggi.

### Campionamento
La prelievo del/dei campioni (o campionamento) è un'operazione delicata nel caso questo sia un materiale solido, in particolare se esso è anche eterogeneo, ossia con caratteristiche variabili da punto a punto. Occorre assicurarsi che il campione prelevato sia rappresentativo, ossia che le analisi svolte su quella piccola quantità di solido siano valide per tutto l'insieme. A questo scopo, le norme prevedono un campionamento in più punti secondo una specifica metodologia:
Nel caso di terreni limosi o fangosi, rifiuti liquidi, pastosi e fanghi, il test di cessione di riferimento e quello della norma Uni EN 10802-2004. Una massa di solido iniziale viene essiccata, triturata fino ad ottenere una granulometria inferiore a 4mm, omogeneizzata, divisa mediante quartatura ed infine il campione viene composto da aliquote prese in più punti.
Nel caso di terreni secchi, granulari, rocce anche monolitiche, rifiuti solidi e RSU, il test di cessione di riferimento e quello della norma Uni EN 12457-2004. La procedura è la stessa a meno dell'essiccazione e vi sono alcuni accorgimenti per i materiali di grandi dimensioni e alcune tipologie di rifiuto.

### Scelta del lisciviante

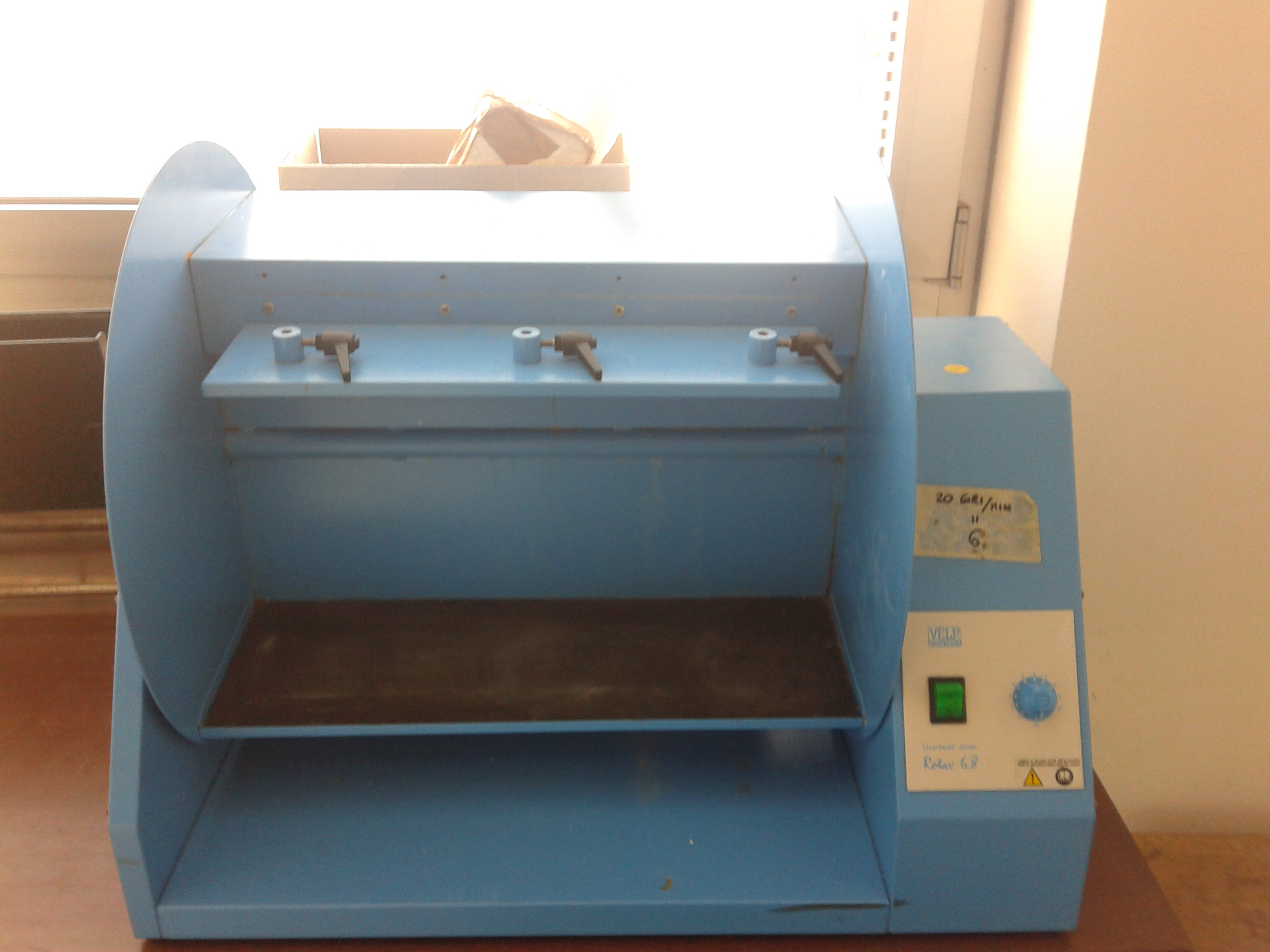
Esempio di macchina per la miscelazione dei campioni in Batch

Come specificato in descrizione, la scelta del lisciviante e delle condizioni di pH è fondamentale per orientare l'estrazione di determinate composti. Tuttavia, in tutti i casi di classificazione di terreni o rifiuti secondo normativa (Uni EN 10802-2004 o Uni EN 12457-2004), il lisciviante usato è sempre acqua demineralizzata.
L'acqua va aggiunta al campione solido nel rapporto di 10 Litri per ogni chilogrammo di solido secco: va quindi sottratta la massa dell'acqua normalmente già presente nel campione.

### Produzione dell'eluato
I campioni uniti all'acqua demineralizzata nel giusto rapporto vanno chiusi in contenitori ermetici adeguati e miscelati ininterrottamente per un determinato "tempo di contatto" stabilito dalle norme (in genere 24 ore). A tale scopo spesso si usano macchinari come quello riportato nella foto a lato.
Al termine della miscelazione, il residuo solido va separato dall'eluato prodotto mediante filtrazione con maglia da 0.45 µm.
Il liquido ottenuto è appunto l'eluato: il prodotto finale del test di cessione. La procedura prevede infine che su questo liquido vengano fatte le singole analisi chimiche per quantificare i composti disciolti o gli indici chimici di cui si richiede il valore.

## Campi di utilizzo e riferimenti normativi

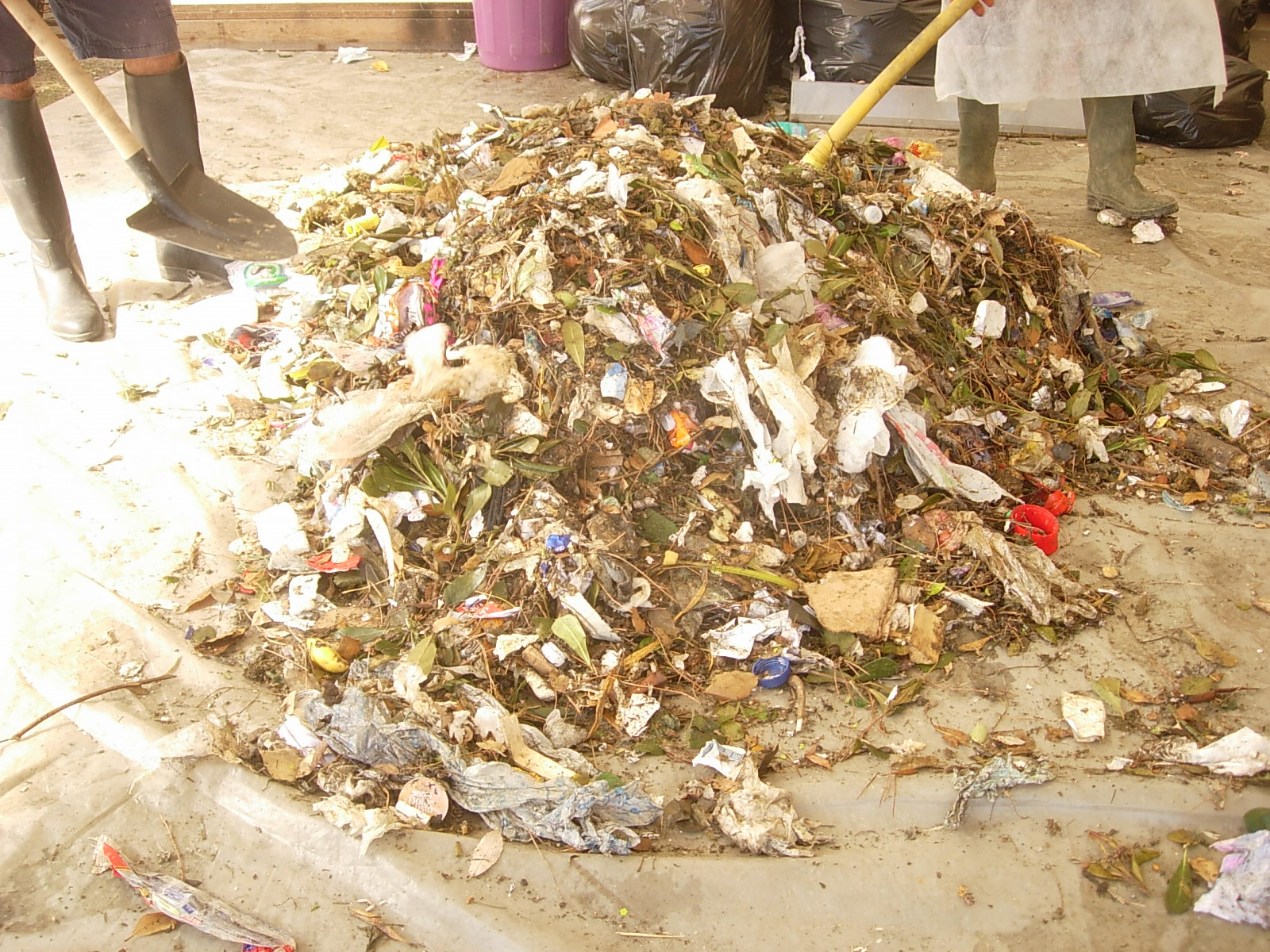
Rifiuto Solido Misto

I test di cessione sono analisi di routine nella classificazione di inerti, terreni, dei rifiuti, e dei compost. Queste attività sono normate a livello comunitario e nazionale, esistono decreti attuativi nazionali e regionali e numerose linee guida pubblicate da enti di ricerca e controllo come ISPRA e le ARPA ad interpretazione e a tutela della corretta applicazione delle normative.
Tali test possono anche essere eseguiti puntualmente per caratterizzare un'area da bonificare o in laboratorio a supporto di attività sperimentali di ricerca.
Questi sono alcuni dei citati ambiti di utilizzo:
- Classificazione e riuso terre e rocce da scavo[7] secondo DPR 120/2017 (Test di cessione norma Uni EN 12457-2004).
- Classificazione dei rifiuti[1] solidi o granulari, assegnazione codici CER speciali (Test di cessione norma Uni EN 12457-2004).
- Classificazione dei rifiuti liquidi, granulari, pastosi e fanghi, assegnazione codici CER speciali (Test di cessione norma Uni EN 10802-2004).
- Classificazione degli inerti da demolizione[5] e aggregati da riciclo Circolare 15 luglio 2005 N. 5205 (Test di cessione norma UNI EN 12457-2004).
- Controllo dell'ammissibilità dei rifiuti in discarica secondo D.M. 03/08/2005 (Test di cessione norma UNI EN 12457-2004).
- Materiali di riporto secondo Allegato 3 del D.M. 05.02.1998 e testo unico ambientale D.Lgs. n.152/2006 (Test di cessione norma UNI EN 12457-2004).
- Controllo qualità e classificazione dei compost e dei biostabilizzati.
- Stima della capacità di lavaggio delle matrici dei filtri a sabbia o carbone.
- Caratterizzazione terreni in ottica di bonifica del suolo, testo unico ambientale D.Lgs. n.152/2006.